# Ocnogyna clathrata
Ocnogyna clathrata là một loài bướm đêm thuộc phân họ Arctiinae, họ Erebidae.